# Air Koryo
Air Koryo Korean Airways, conosciuta come Air Koryo (고려항공?, Goryeo HanggongLR, Koryŏ HanggongMR, in precedenza denominata 조선민항?, Joseon minhangLR, Chosŏn MinhangMR; "Aviazione civile di Corea"), è la compagnia aerea di bandiera della Repubblica Democratica Popolare di Corea. È di proprietà interamente statale, ha sede a Pyongyang ed ha come base operativa l'aeroporto internazionale di Sunan. Sono presenti degli uffici dell'azienda a: Pechino, Shenyang, Shanghai, Al Kuwait, Berlino, Mosca e Vladivostok.
Deve il suo nome alla dinastia dei Koryo, che governò sulla penisola coreana e la unificò.

## Storia
Nel 1945 venne creata nell'Amministrazione civile sovietica in Corea una compagnia per voli interni tra Pyongyang, Hamhŭng and Chongjin. Nel 1950, la Corea del Nord e l'Unione Sovietica fondarono la Società di trasporto aereo sovietico-coreano SOKAO (in russo Советско-Корейское авиатранспортное общество?, Sovetsko-Korejskoe aviatransportnoe obščestvo; 소련-조선항공?) per collegare Pyongyang con Mosca. I voli regolari iniziarono nello stesso anno. I servizi furono sospesi con lo scoppio della guerra di Corea e i voli ripresero nel 1953 con la livrea UKAMPS sotto la gestione del ministero dei trasporti della Repubblica Democratica di Corea. La flotta era composta da Antonov An-2, Lisunov Li-2 e Ilyushin Il-14.
Nel 1954, venne fondata l'Amministrazione dell'aviazione civile di Corea (in inglese Civil Aviation Administration of Korea, "CAAK", 조선민항?, Joseon minhangLR, Chosŏn MinhangMR) e l'omonima compagnia aerea venne fondata il 21 settembre 1955. I primi voli regolari diretti erano da Pyongyang a Čita e Pechino. La prima rotta interna fu aperta nel 1957 e prevedeva il volo Pyongyang-Hamhŭng-Chongjin. Negli anni sessanta furono aggiunti alla flotta gli Ilyushin Il-18. Nel 1970 e nel 1974 furono aggiunte le destinazioni di Hyesan e Chabarovsk.
Il primo jet, un Tupolev Tu-154, volò nel 1975 e furono aggiunte le rotte per Mosca, Praga e Berlino Est. Il grande problema di questo aereo era la scarsa autonomia che costringeva a effettuare soste tecniche a Irkutsk e Novosibirsk. Nel 1980, quando cominciarono a essere utilizzati degli Ilyushin Il-62 il collegamento con la capitale russa divenne diretto. Si aggiunsero inoltre voli verso Sofia. I collegamenti interni erano effettuati con dei Tu-134s e An-24s.
La fine della guerra fredda ridimensionò la compagnia che dovette eliminare moltissimi voli verso l'Europa. Nel febbraio 1992 la CAAC iniziò i voli per Niigata e Nagoya. Il 28 marzo dello stesso anno, il governo nordcoreano decise di rinominare la Chosŏn Minhang in Air Koryo. Nel 1993 fu inaugurata la rotta con Bangkok e furono acquistati tre Ilyushin Il-76 cargo per i collegamenti con Cina e Russia.

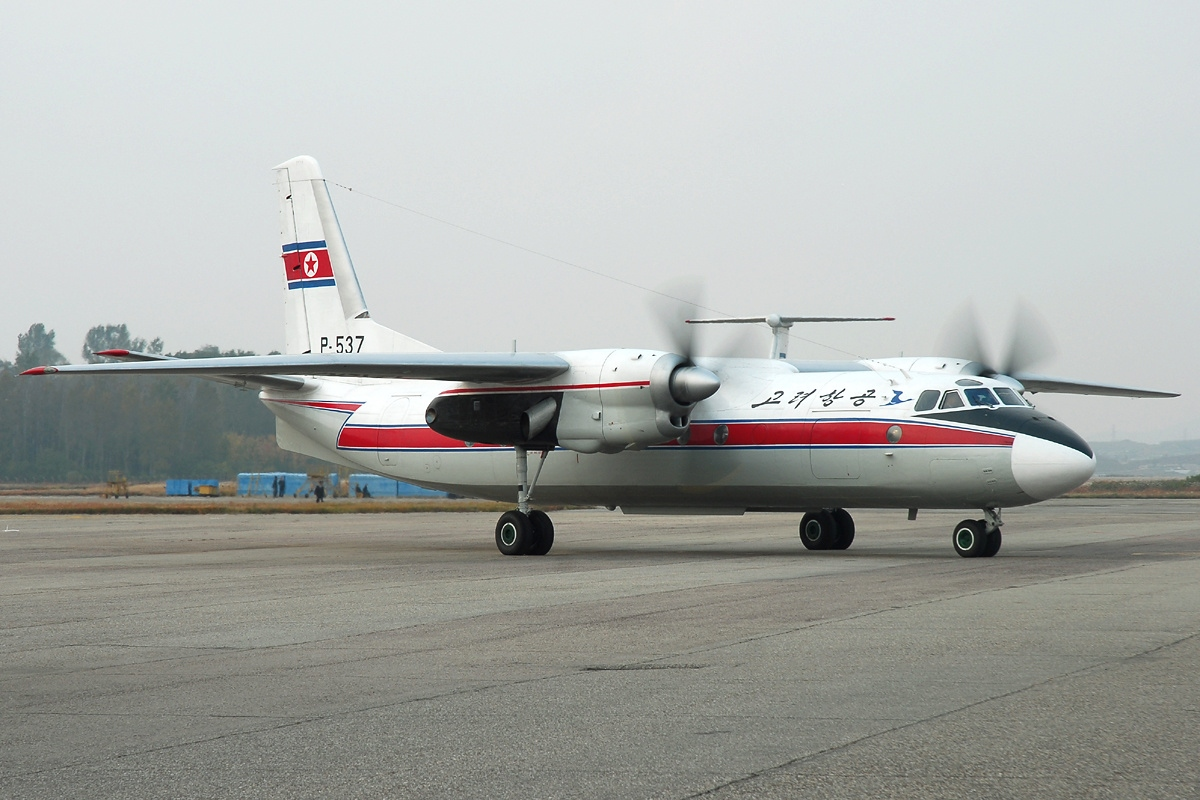
Un Antonov An-24B all'Aeroporto di Pyongyang-Sunan nel 2012.

Dal marzo del 2006 ad Air Koryo è proibito operare voli nello spazio aereo dell'Unione europea. Tale drastica decisione fu presa a seguito di alcuni controlli a sorpresa effettuati sui velivoli della compagnia in Francia e Germania, che avevano evidenziato deficienze negli standard di sicurezza, che la compagnia non provvide celermente a sistemare, dimostrando inoltre scarsa comunicatività e trasparenza nei confronti delle autorità competenti.
Nel 2007, la Air Koryo ha acquistato due nuovi Tupolev Tu-204 che hanno assicurato il ripristino di alcuni vecchi collegamenti internazionali, tra i quali Mosca. Il 31 marzo del 2010, a seguito di un aggiornamento delle liste della Commissione europea, il divieto di entrare nei cieli comunitari è stato revocato per due aeromobili del tipo Tu 204, in quanto dotati di moderni ausili e apparecchiature di sicurezza; il resto della flotta resta bandito dallo spazio aereo europeo.
Nel gennaio 2020, a causa della pandemia di COVID-19, il governo nordcoreano ha chiuso le frontiere ai cittadini stranieri, sospendendo di fatto tutti i voli internazionali della Air Koryo.
Il 22 Agosto 2023, Air Koryo ha effettuato il primo volo dopo 3 anni da Pyongyang a Pechino. Il volo è stato effettuato con un Tupolev Tu-204-100B con marche P-633.

## Destinazioni

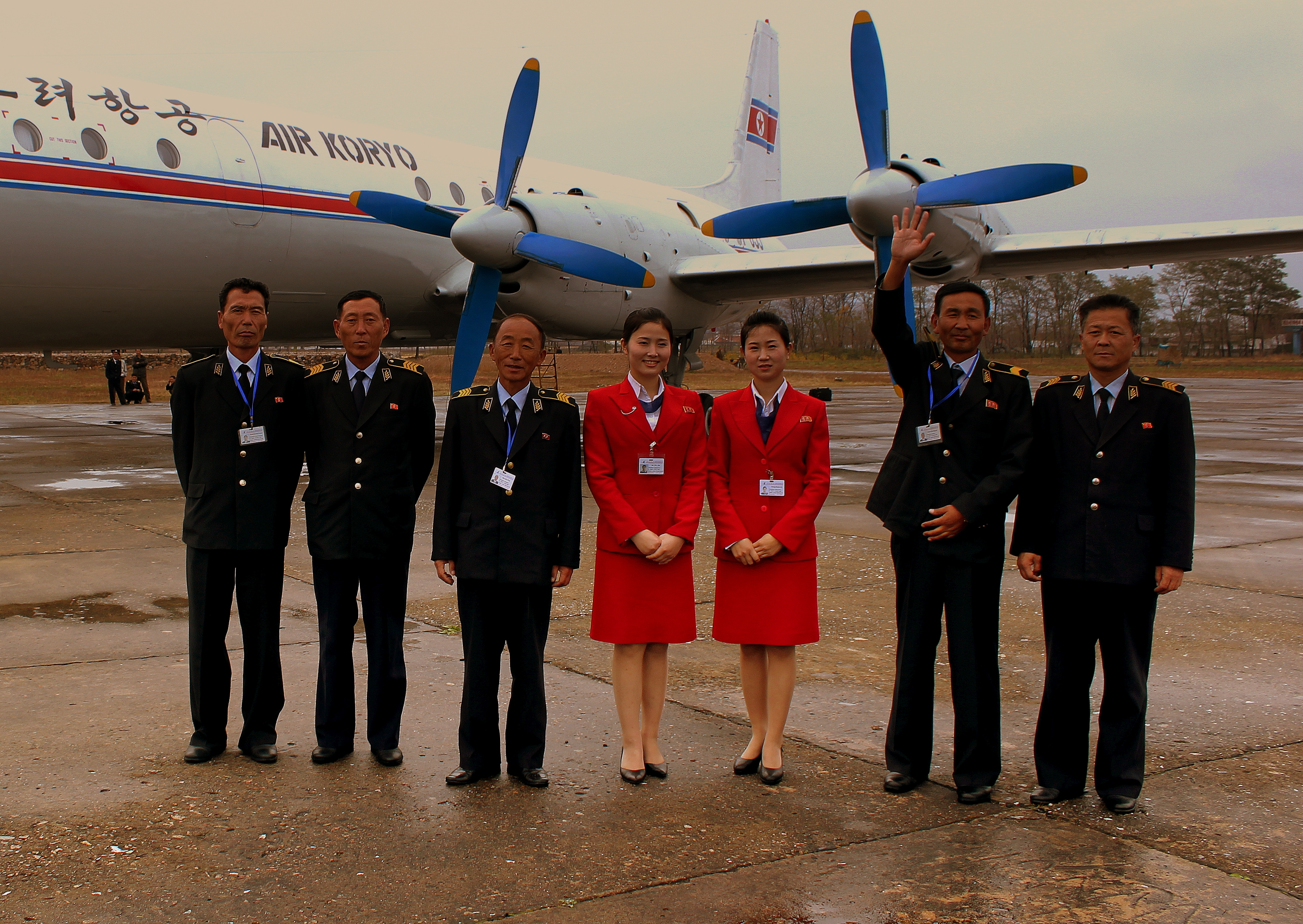
Un equipaggio di Air Koryo.

Air Koryo effettua voli regolari tra Pyongyang, Pechino, Shenyang e Vladivostok. Vengono inoltre effettuati voli charter, utilizzati soprattutto da diplomatici, che toccano soprattutto Tokyo e che in passato hanno raggiunto, oltre Mosca, anche: New York, Seul, Zurigo e Sofia. I primi voli charter regolari tra Corea del Nord e Corea del Sud hanno avuto inizio nel 2002, anche se il primo volo Air Koryo ad aver raggiunto la Corea del Sud è avvenuto nell'agosto 2000, grazie a un incontro tra diplomatici. Fino agli inizi degli anni 90 erano molto frequenti i collegamenti con l'Africa, poi via via soppressi. Essendo l'unica compagnia aerea nordcoreana l'Air Koryo ha ovviamente il monopolio dei voli domestici, che però, data la difficoltà nel reperire il carburante, sono spesso soppressi.

## Flotta

### Flotta attuale

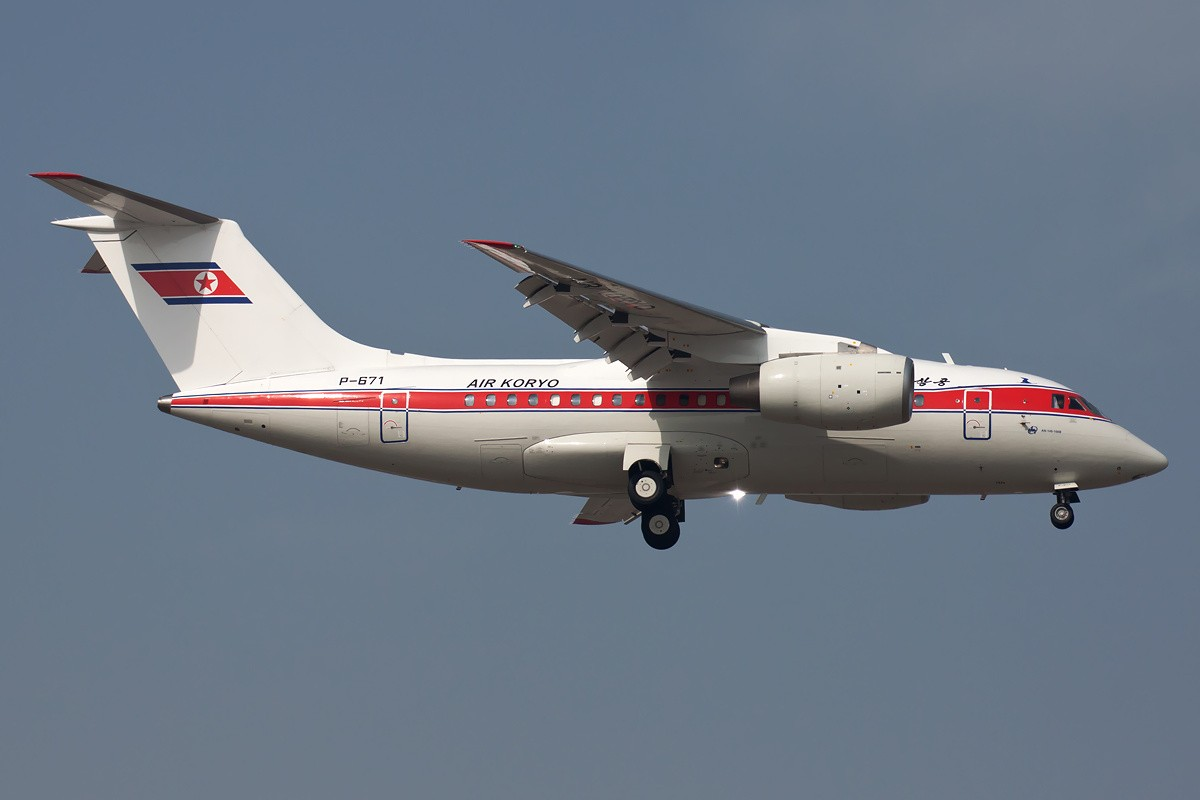
Un Antonov An-148 nella livrea utilizzata fino al 2016.

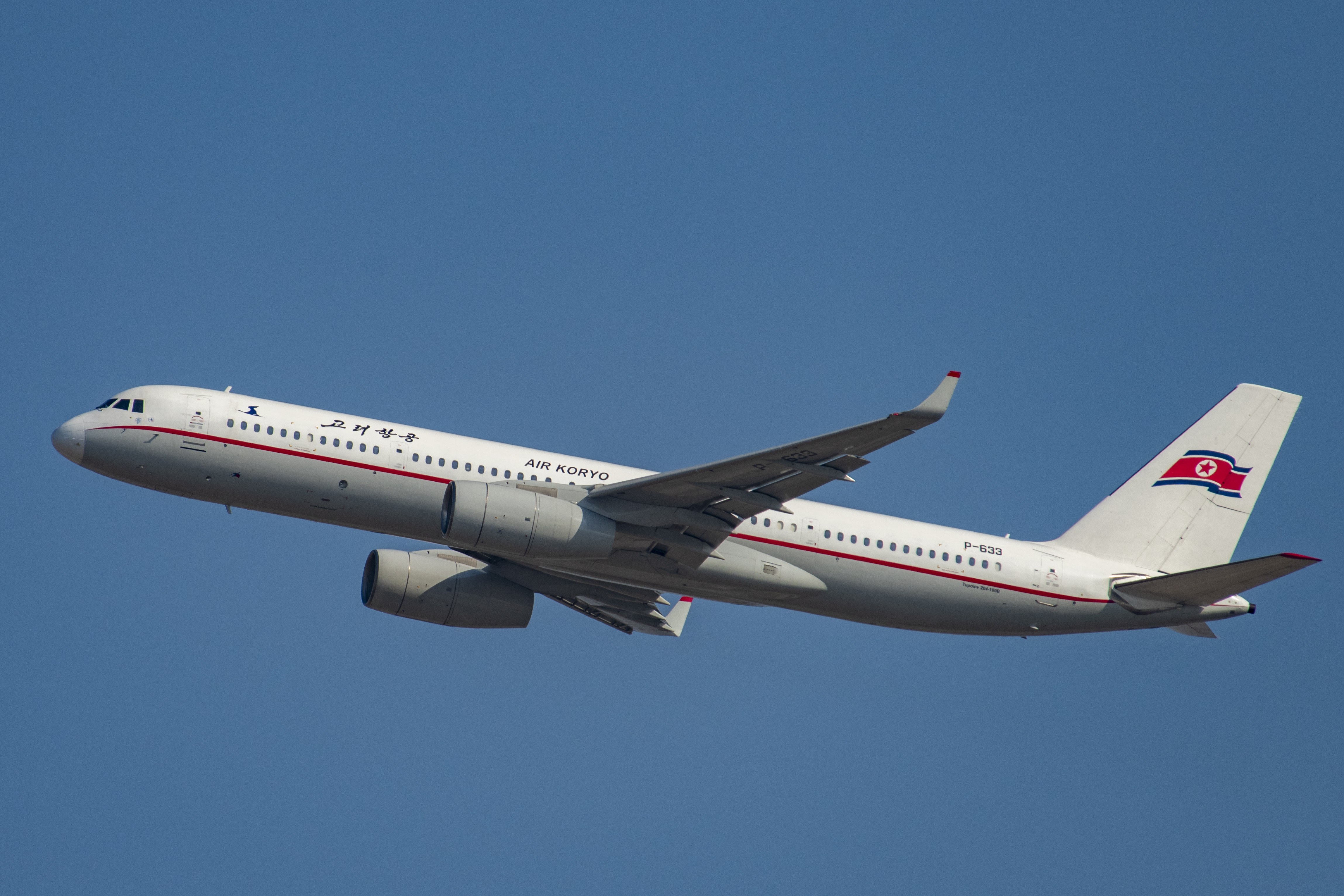
Un Tupolev Tu-204.

A ottobre 2024 la flotta di Air Koryo è così composta:

### Flotta storica

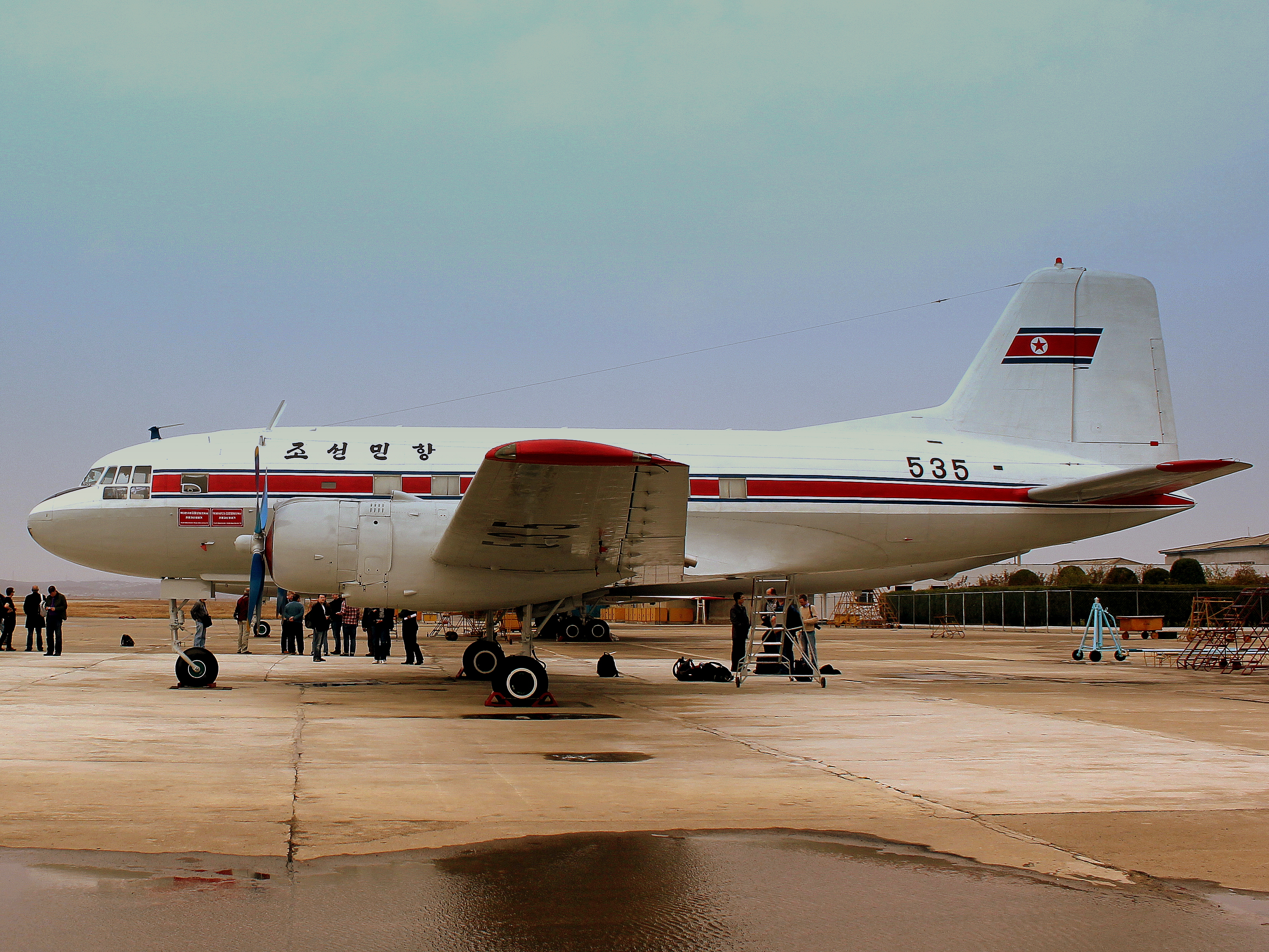
Uno degli ex Ilyushin Il-14.

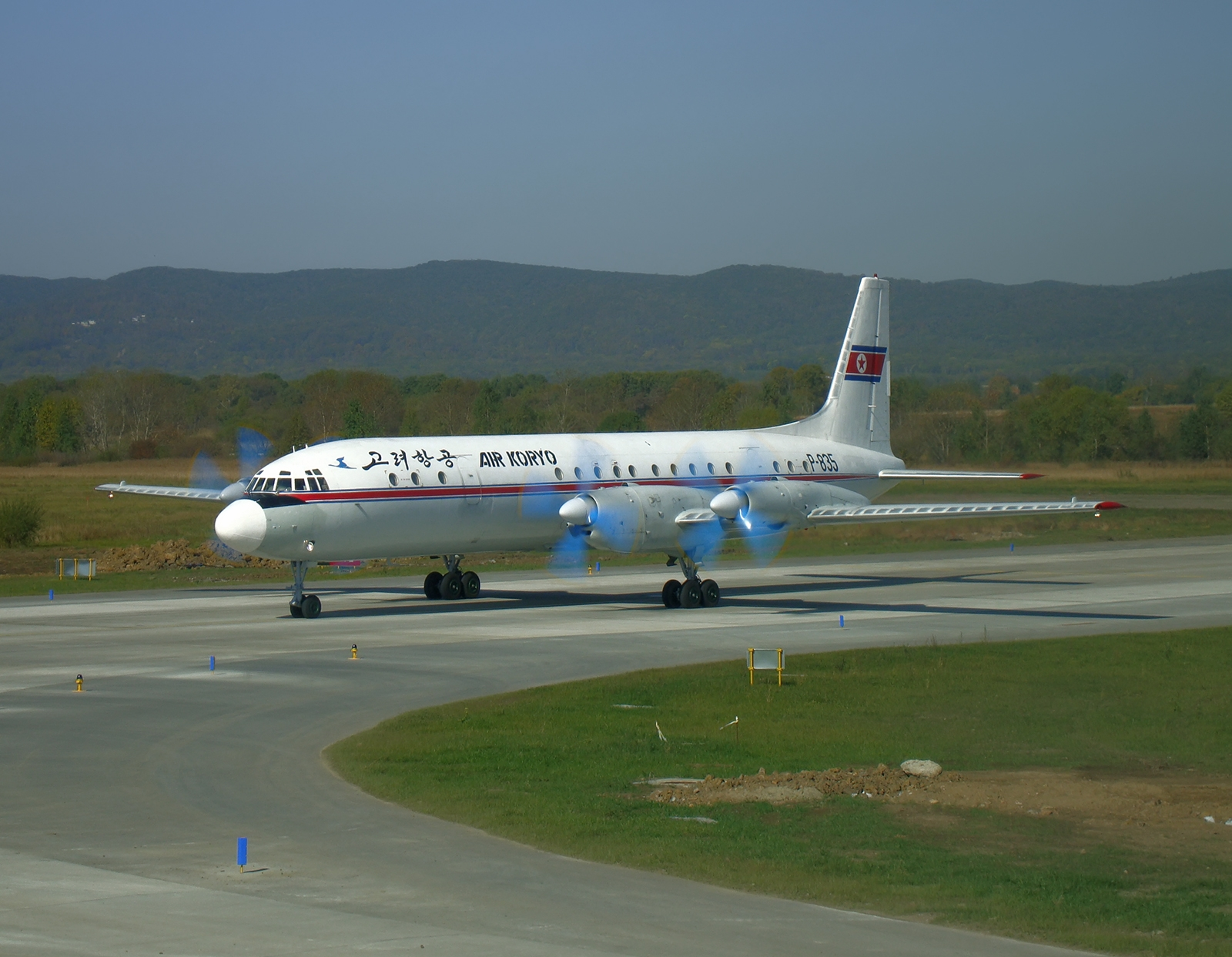
Uno degli ex Ilyushin Il-18.

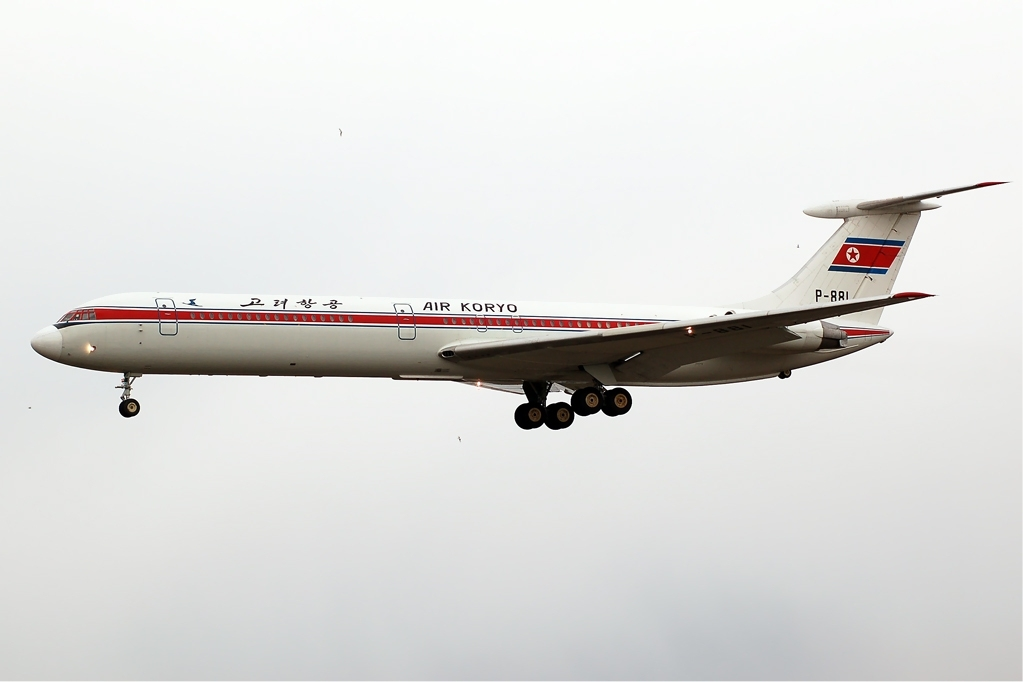
Uno degli ex Ilyushin Il-62.

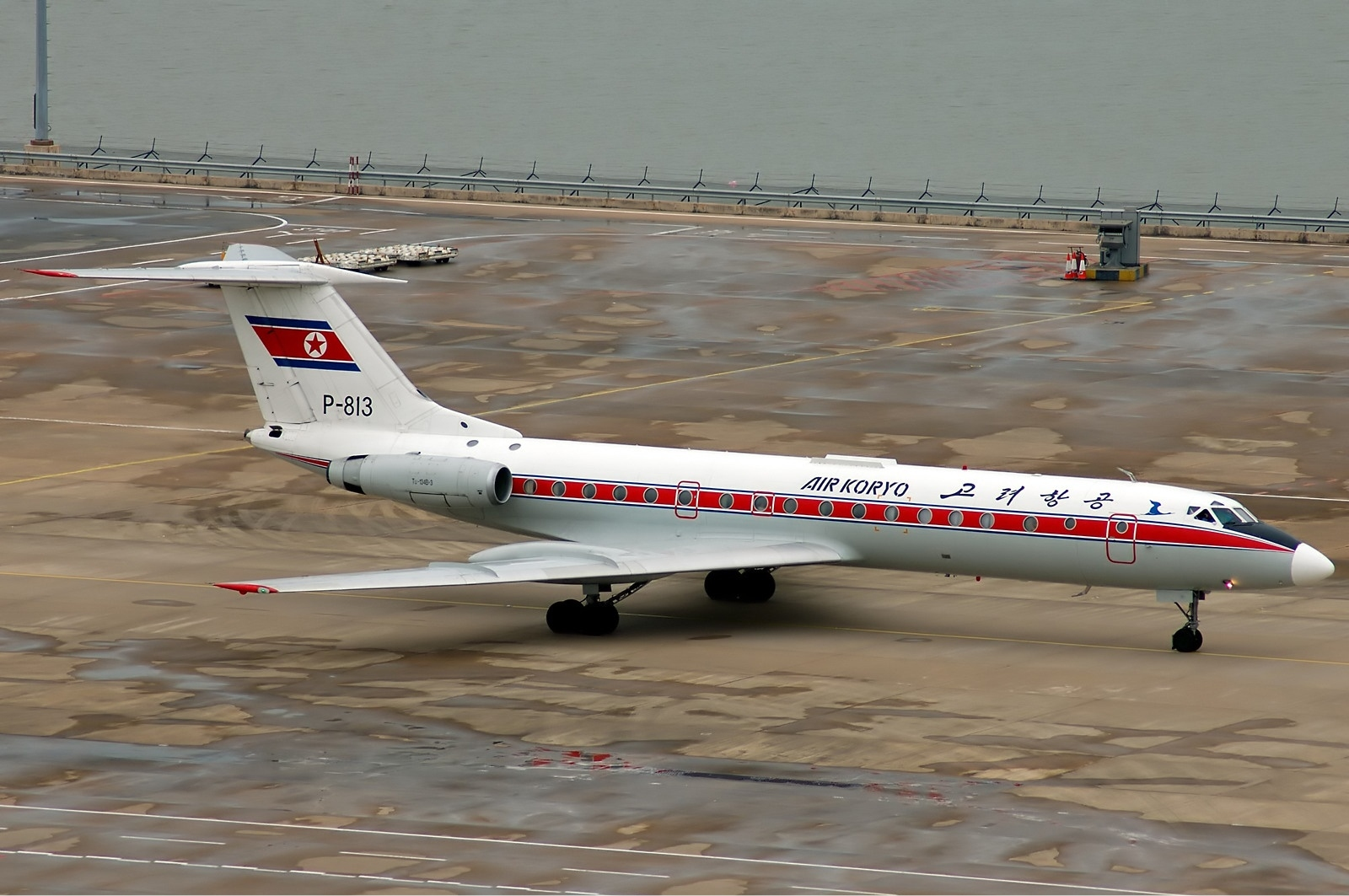
Uno degli ex Tupolev Tu-134.

Air Koryo operava in precedenza con i seguenti aeromobili:
- 7 Antonov An-24
- 6 Ilyushin Il-62
- 4 Tupolev Tu-154
- 4 Ilyushin Il-18
- 3 Ilyushin Il-76
- 2 Tupolev Tu-134
- 1 Ilyushin Il-14
- 1 Douglas DC-3 (C-47)

## Incidenti
- Il 1º luglio 1983, un Ilyushin Il-62M della CAAK (primo nome della compagnia) in volo da Pyongyang a Conakry, si schiantò sulle montagne di Fouta Djallon in Guinea. Tutte le 23 persone a bordo persero la vita.[19]
- Il 15 agosto 2006 un Tupolev Tu-154B-2n, in volo da Pechino a Pyongyang, uscì di pista durante l'atterraggio all'aeroporto di Pyongyang-Sunan, complice il maltempo. I danni al velivolo furono minimi e non ci furono feriti tra i passeggeri.[20][21] Lo stesso giorno un Ilyushin Il-62M proveniente da Pechino, nel corso dell'atterraggio a Sunan, toccò terra con l'ala sinistra. Non ci furono feriti e l'aereo fu poi riparato.[22]

A causa del grande riserbo tenuto al riguardo dalle autorità nordcoreane, non è possibile accertare se effettivamente questi siano gli unici incidenti occorsi alla compagnia.